# Вандерфогель

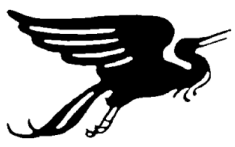
Емблема Вандерфогель

Вандерфогель (нім. Wandervogel — «Перелітний птах») — найменування різних німецьких культурно-освітніх і туристичних молодіжних груп і клубів, що вперше з'явилися в 1896 і існують до цього дня. Назва символізує любов до природи.
Групи «Вандерфогель» об'єднує тяга до природи, подорожей, походів, скелелазання, співу народних пісень біля багаття під акомпанемент лютні «Вандерфогель» («Wandervogel-laute») — гібрида лютні і гітари. Члени руху «Вандерфогель» протестували проти забруднення навколишнього середовища і зростаючих міст. Групи «Вандерфогель» деякими елементами своєї організації і символіки нагадують скаутів.
З приходом до влади в Німеччині НСДАП (1933), «Вандерфогель», а також інші незалежні від Гітлерюгенда молодіжні організації опинилися поза законом, не зважаючи на те що деякі групи «Вандерфогель» підтримували ідеологію нацизму (тоді як інші її відкидали). Після закінчення другої світової війни організація була відроджена.